# کوتگایزرینگ
کوتگایزرینگ (به آلمانی: Kottgeisering) یک شهر در آلمان است که در بایرن واقع شده‌است.

## خصوصیات
کوتگایزرینگ ۸٫۲۱ کیلومترمربع مساحت دارد ۵۴۲ متر بالاتر از سطح دریا واقع شده‌است.